# Værksted (arbejdsrum)
 For alternative betydninger, se Værksted. (Se også artikler, som begynder med Værksted)
Et værksted er en bygning eller et eller flere lokaler, der indrettet med redskaber og maskiner til udførelse af et håndværk og eller reparationer. for eksempel skomagerværksted, autoværksted eller IC¤-værksted.